# رياض الزيتون
رياض الزيتون هو فيلم كوميدي تلفزي مغربي من إخراج محمد ليشير سنة 2015، وبطولة كل من عبد الله فركوس، عزيز داداس، محمد الشوبي، جمال العبابسي، السعدية المراكشية، وآخرون.

## القصة
تتمحور فكرة فيلم حول مجموعة من الأشخاص يبحثون عن كنز متواجد بداخل أحد الرياضات القديمة بمدينة مراكش، لكن جميعهم سيتفاجؤون بتواجد صندوق مليئ بالأسلحة، عوض المال والذهب، مما يجعلهم يقعون في مأزق كبير.